# قوبيون مخطط
قوبيون مخطط (الاسم العلمي: Gobius strictus) (بالإنجليزية: Schmidt's goby)‏ هو نوع من الأسماك يتبع جنس القوبيون من الفصيلة القوبيونية.